# 计算机系统
计算机系统涵蓋廣泛，包括了以下領域：

## 计算机系统
计算机系统可划分为软件系统与硬件系统两大类。
- - 冯·诺伊曼结构
  - 哈佛结构
- 输入/输出和数据通信
- 数字逻辑
- 逻辑设计
- 集成电路

### 软件
- 系统软件
  - 操作系统
  - 编译器

- 应用软件
  - 计算机游戏
  - 办公自动化
  - 网络软件
  - CAD软件

- 计算机程序
  - 程序设计和程序设计实践
  - 面向对象技术
  - 程序设计语言

- 软件工程
  - 软件复用
  - 驱动程序
  - 计算机模拟
  - 程序设计方法学

### 数据和信息系统
- 数据结构
- 数据存储表示
- 数据加密
- 数据压缩
- 编码与信息论
- 文件
- 信息系统
  - 管理信息系统
  - 决策支持系统 - 专家系统
  - 数据库
  - 信息存储和数据存取
  - 信息交互与表达